# Al-Qalqashandi
Abū l-ʿAbbās Shihāb al-Dīn Aḥmad ibn ʿAlī ibn Aḥmad ʿAbd Allāh, detto semplicemente al-Qalqashandī (in arabo أبو العباس شهاب الدين أحمد بن علي بن أحمد القلقشندي‎?; Qalqashanda, 1355 – Il Cairo, 16 luglio 1418), è stato uno storico e matematico egiziano.
Nato in un villaggio del Delta del Nilo a nord del Cairo (Governatorato di al-Qalyūbiyya), al-Qalqashandī fu funzionario scrivano addetto alla cancelleria (kātib al-dast)  del Dīwān al-inshāʾ mamelucco al Cairo, alle dipendenze del kātib al-sirr.
È l'autore del Ṣubḥ al-aʿsha fī ṣināʿat al-inshāʾ (Il chiarore dell'alba del nictalopo nell'edificazione dell'arte del comporre), in 14 volumi, completato nel 1412, giudicato "una delle espressioni definitive del genere letterario arabo relativo alle tecniche cancelleresche".
Il Ṣubḥ al-aʿsha include una sezione sulla crittologia. Questa informazione è stata attribuita a Ibn al-Durayhim, che visse dal 1312 al 1361, i cui scritti di crittografia sono andati perduti. La lista di cifre in quest'opera include sia esempi di Cifrario a trasposizione sia di Cifrario a sostituzione e, per la prima volta, una cifra con sostituzioni multiple per ogni lettera in plaintext. 
Di sicuro interesse anche i Maʾāthir al-ināfa fī maʿālim al-khilāfa, un trattato sulla posizione giuridica del Califfo, i requisiti per ricoprire la suprema magistratura islamica e i suoi doveri, accompagnato da un insieme di testi ufficiali di interesse pubblico e da una storia califfale e degli ultimi Sultani d'Egitto.